# Thulins flygskola

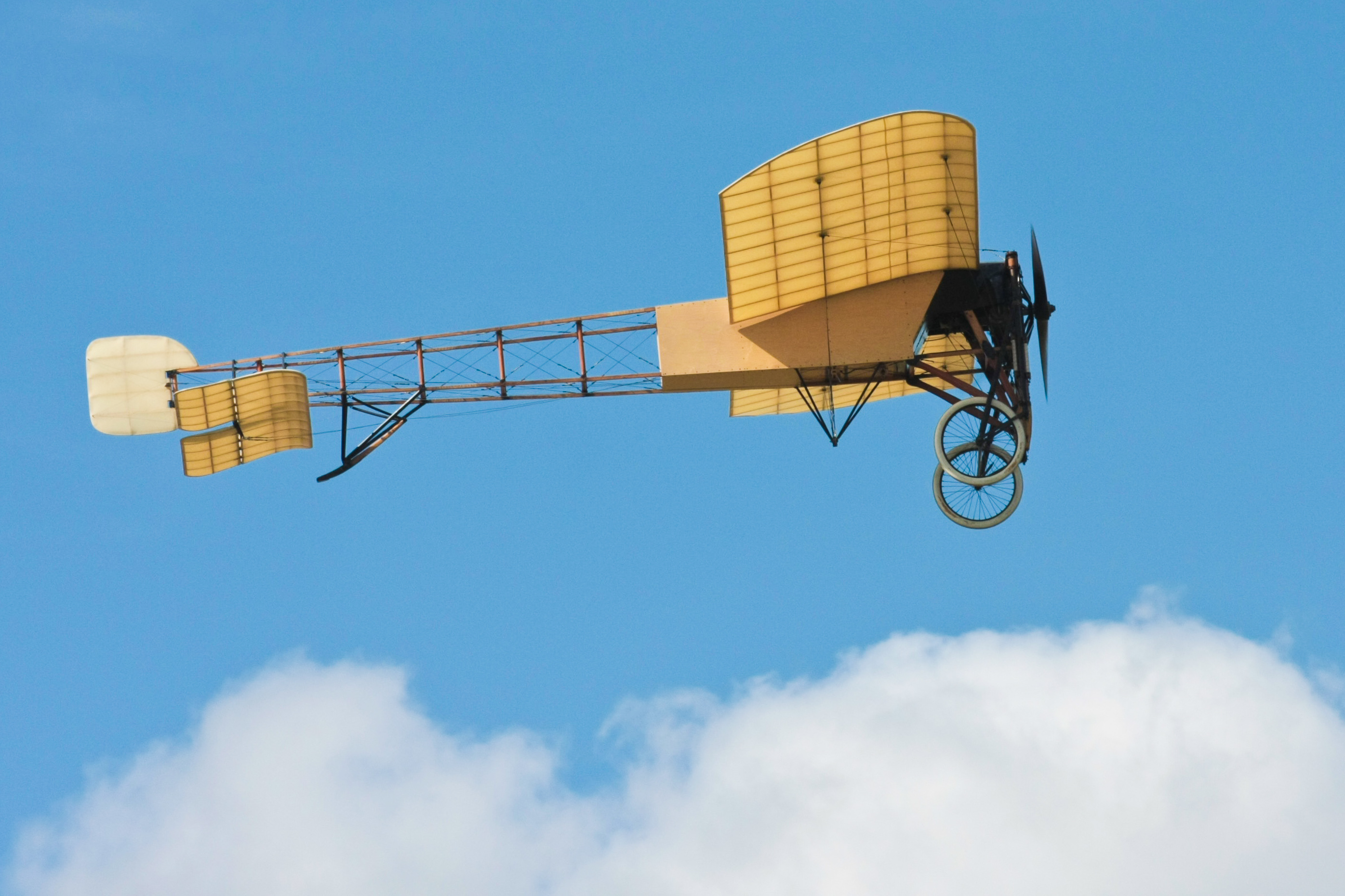
Bleriot XI/Thulin typ A

Thulins flygskola var en flygskola som inrättades 1915 på Ljungbyhed som en fristående verksamhet för att i första hand utbilda AETA:s kunder på de köpta flygplanen. När första världskriget bröt ut fick skolan mycket hårda restriktioner över vilka områden man fick flyga. Området begränsades av järnvägslinjerna Landskrona–Åstorp och Hässleholm–Eslöv–Landskrona. Vid skolans start 1915 uppfördes två hangarbyggnader som året efter följdes av en verkstadslokal och ytterligare en hangar. Eleverna var inackorderade i Ljungbyheds samhälle, där även mat serverades på olika mässar. Allteftersom skolans verksamhet växte blev behovet av ytterligare en hangar större, och 1919 uppfördes den fjärde hangaren. För att möjliggöra plats för fler elever uppfördes två mindre hangarer vid Bonarps hed som även användes som flygfält. Skolan var från början tänkt som en ren civil flygskola, men på grund av kriget kom även cirka 30 officerare från marinen och armén att få sin grundläggande flygutbildning där. När freden kom 1918 öppnades skolan officiellt även för utländska elever, men redan under det Finska inbördeskriget hade ett antal finländska militära piloter utbildats.
Flygplanen som användes vid skolan för grundutbildningen var huvudsakligen Thulin Typ A, men nästan alla typer av Thulinflygplan kom att användas. Som lärare fungerade Enoch Thulin, Alfred Svensson, Nils Kindberg och flyginstruktören Axel Lind med flera.
Slitaget på flygplanen var stort och haverierna många. Bland annat omkom John Magnusson i ett haveri med en Thulin Typ E. Löjtnant Mörling nödlandade i en mosse med Typ A. Efter detta fick mossen heta Mörlings mosse. 
Skolans sista elev före nedläggningen 1920 blev Elsa Andersson, som tilldelades flygcertifikat Nr 203 den 30 juni 1920. Bland skolans 101 senare kända elever märks Bengt Unander-Scharin, Gustav von Segebaden, Anton Nilson, Douglas Hamilton, Arvid Flory, Runo Ewe-Ericson, Paulus af Uhr, Einar Egnell, Carl Florman, Ivar Sandström och Bertil de Maré.
När F 5 Ljungbyhed sattes upp 1926, övertog flottiljen två av skolans hangarer. Arvid Flory, som hade fått sin flygutbildning vid Thulins flygskola, utnämndes till chef.